# Rybí oko

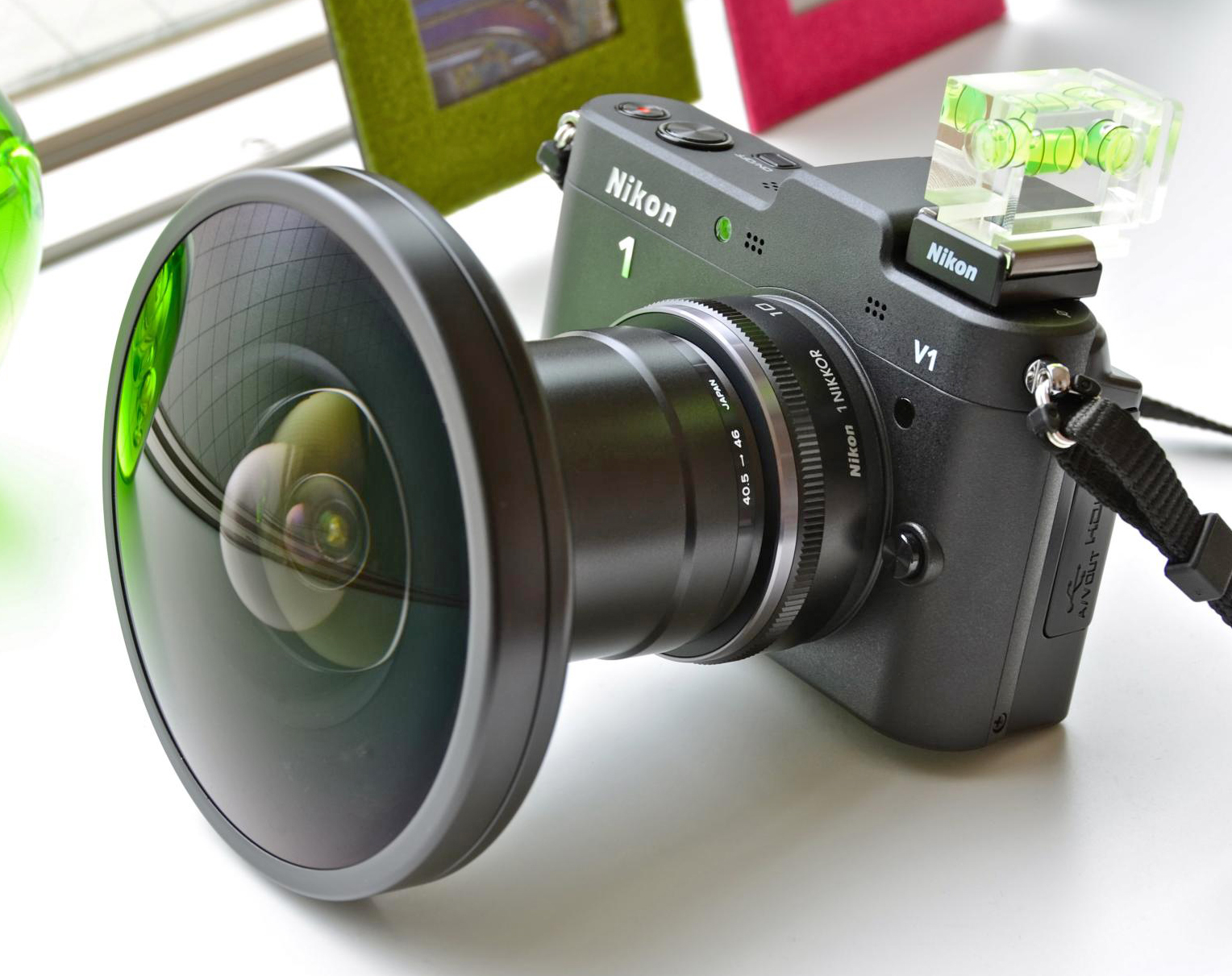
Rybí oko na fotoaparátu Nikon 1 V1

Rybí oko (anglicky: fisheye) je ve fotografii typ širokoúhlého objektivu, jehož čočka má záběr s velmi širokým úhlem a záměrně velkým soudkovým zkreslením. Objektivy tohoto typu mohou zobrazit najednou úhel až 180°, ale někdy i 220°. Tento objektiv byl původně vyvinut pro využití v meteorologii pro studium oblak. Rybí oko se stalo velmi populární také v dalších oblastech fotografie pro svůj unikátně zkreslený záběr. Fotografové jej často používají pro záběry krajiny s naznačením zakřivení Země. 

## Typy rybích ok
U objektivů kruhového (circular) typu čočky se kruh zaznamená na filmu nebo senzoru; ve full-frame objektivu je kružnice opsaná kolem filmu nebo senzoru oblasti. Různé objektivy deformují obraz různě. Způsob deformace obrazu se popisuje mapovací funkcí pomocí čtverců.

### Kruhové

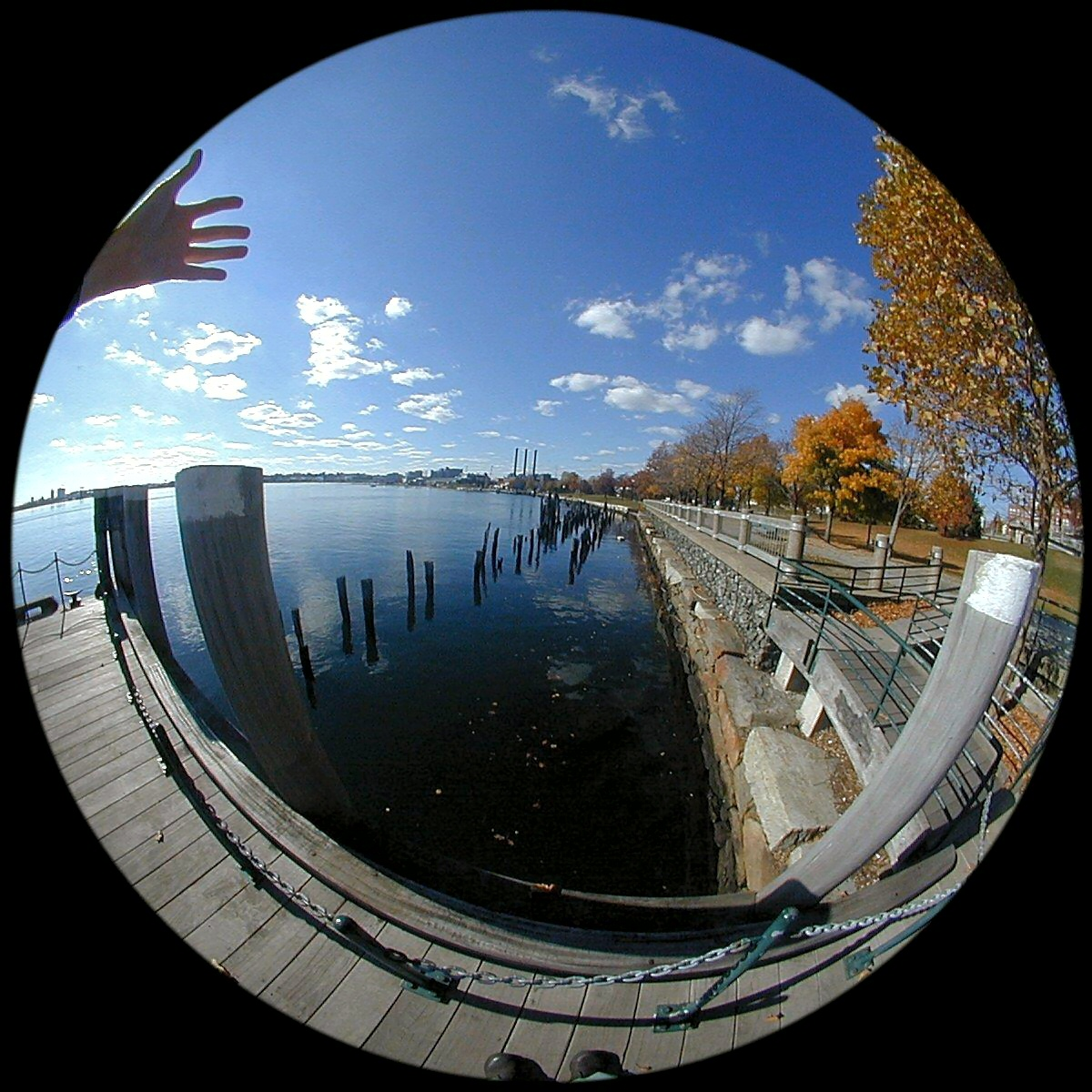
Záběr rybím okem

Prvním typem objektivu rybí oko jsou tzv. "kruhové" – čočky, které zobrazují scénu v polokouli 180° a promítají ji včetně kružnice zobrazené na filmu. Některé kruhové objektivy byly k dispozici v ortografický předpovědních modelech pro vědecké aplikace. Zabíraly úhel pohledu 180° vertikálně; horizontální a diagonální úhel pohledu je také 180°.

### Full frame
Když objektivy typu rybího oka získaly popularitu také v běžné fotografii, začaly fotografické společnosti vyrábět čočky s rozšířeným obrázkem kruhu tak, aby byl pokryt celý snímek na 35 mm filmu. Tento typ rybího oka fotografové používají nejčastěji. Obrazový úhel tohoto objektivu je pouze 180 stupňů, měřeno od rohu do rohu: jedná se o 180° diagonální úhel pohledu, zatímco horizontální a vertikální úhel pohledu bude menší. Například pro objektiv 15 mm bude horizontální úhel (FOV) bude 147° a vertikální úhel (FOV) 94°.
První full-frame objektiv byl 16 mm objektiv, který začala masově vyrábět firma Nikon na konci šedesátých let 20. stol. Digitální fotoaparáty se snímačem APS-C vyžadují 10,5 mm objektiv, abychom dostali stejný účinek jako se 16 mm objektivem na fotoaparátu s full-frame senzorem.

## Ohnisková vzdálenost
Ohnisková vzdálenost rybího oka závisí na formátu filmu (čipu). Pro 35 mm film jsou typickou ohniskovou délkou čočky v rozmezí od 8 mm a 10 mm pro kruhové záběry (obraz tvoří kruh, políčko filmu není pokryto celé) a 15-16 mm pro tzv. full-frame objektivy (políčko filmu či snímač je celý pokryt obrazem). Hloubka ostrosti je u rybích ok obvykle tak velká, že automatické zaostřování postrádá smysl a proto se do nich často ani neinstaluje.

## Optické vady
Všechny čočky s ultraširokým úhlem záběru trpí některým typem sférického zkreslení.

## Další využití
1. Některá planetária používají formu fisheye objektivů na projekci dvourozměrného filmového obrazu noční oblohy na vnitřní kupoli.
2. Podobně také firma IMAX snímá obraz kruhovým rybím okem a potom jej promítá na polokulové obrazovce.
3. Vědci a vývojáři (např. biologové, lesníci a meteorologové) používají tento typ čoček pro polokulové fotografie rostlin pro výpočet indexů růstu a intenzity slunečního záření. Využívá se při hodnocení zdraví lesa, výzkumu zimního spánku motýlů a při správě vinic.
4. Dveřní kukátka jsou konstruována z rybího oka.
5. První videoklip, který byl natočen kompletně rybím okem byla písnička "Shake Your Rump" pro kapelu Beastie Boys v roce 1989.
6. Miniaturní čočky fisheye se používají v automobilovém průmyslu při zadním pohledu kamer a bezpečnostních kamer.
7. Úplné 360stupňové panorama lze vytvořit ze 2 nebo 3 záběrů pořízené s plným kruhovým objektivem fisheye.
8. Mnoho kamer CCTV má čočky typu rybí oko.
9. V astronomii velký úhel záběru umožňuje snímat celou oblohu jedním přístrojem.
10. V kinematografii se rybí oko používá k dokreslení atmosféry filmu, nejčastěji hororu. Známé je použití rybího oka ve filmu Juraje Herze Spalovač mrtvol.

## Mapovací funkce

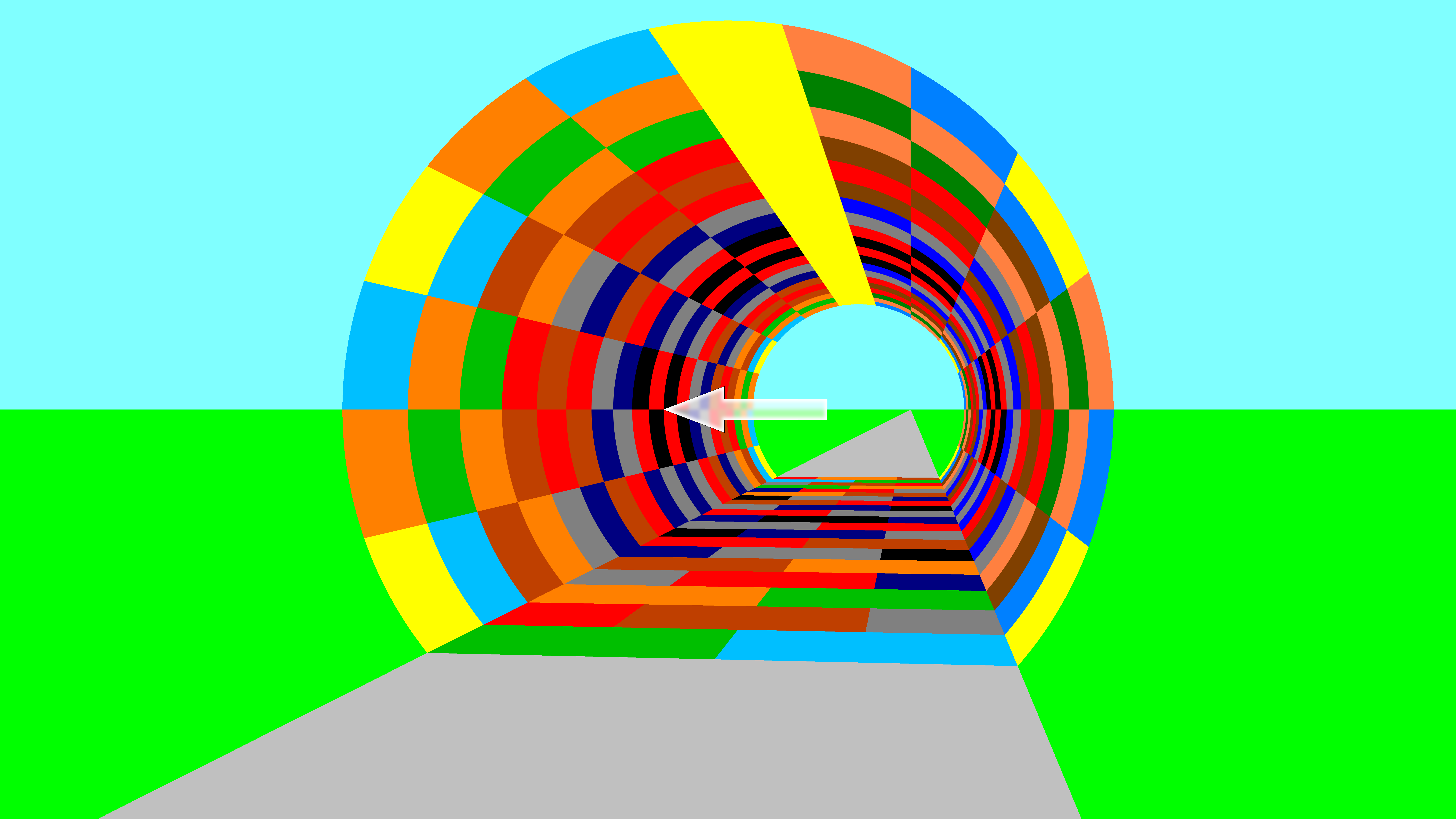
Originální tunel, který byl snímán fotoaparátem zevnitř směrem k levé stěně.
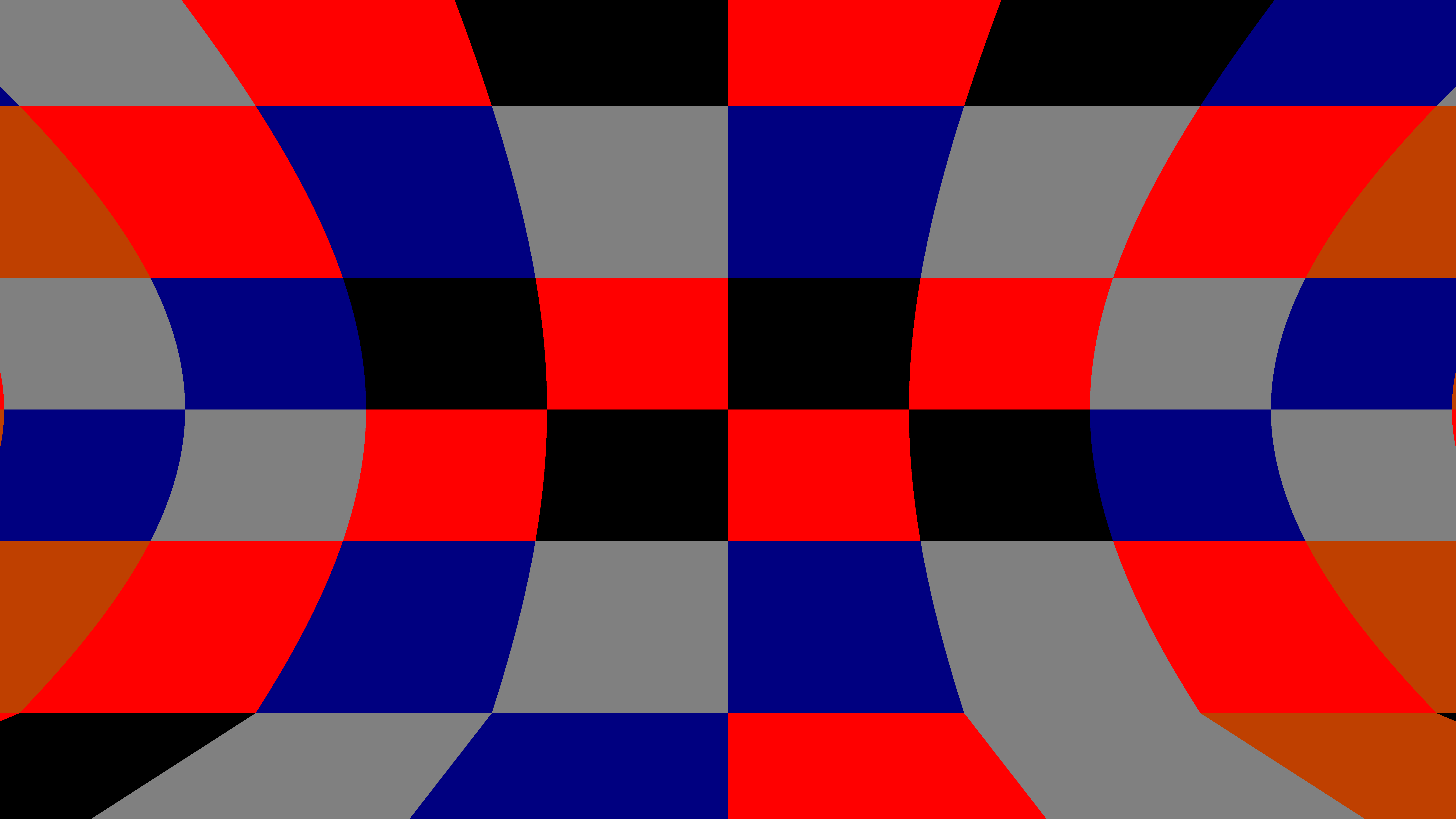
Gnómický
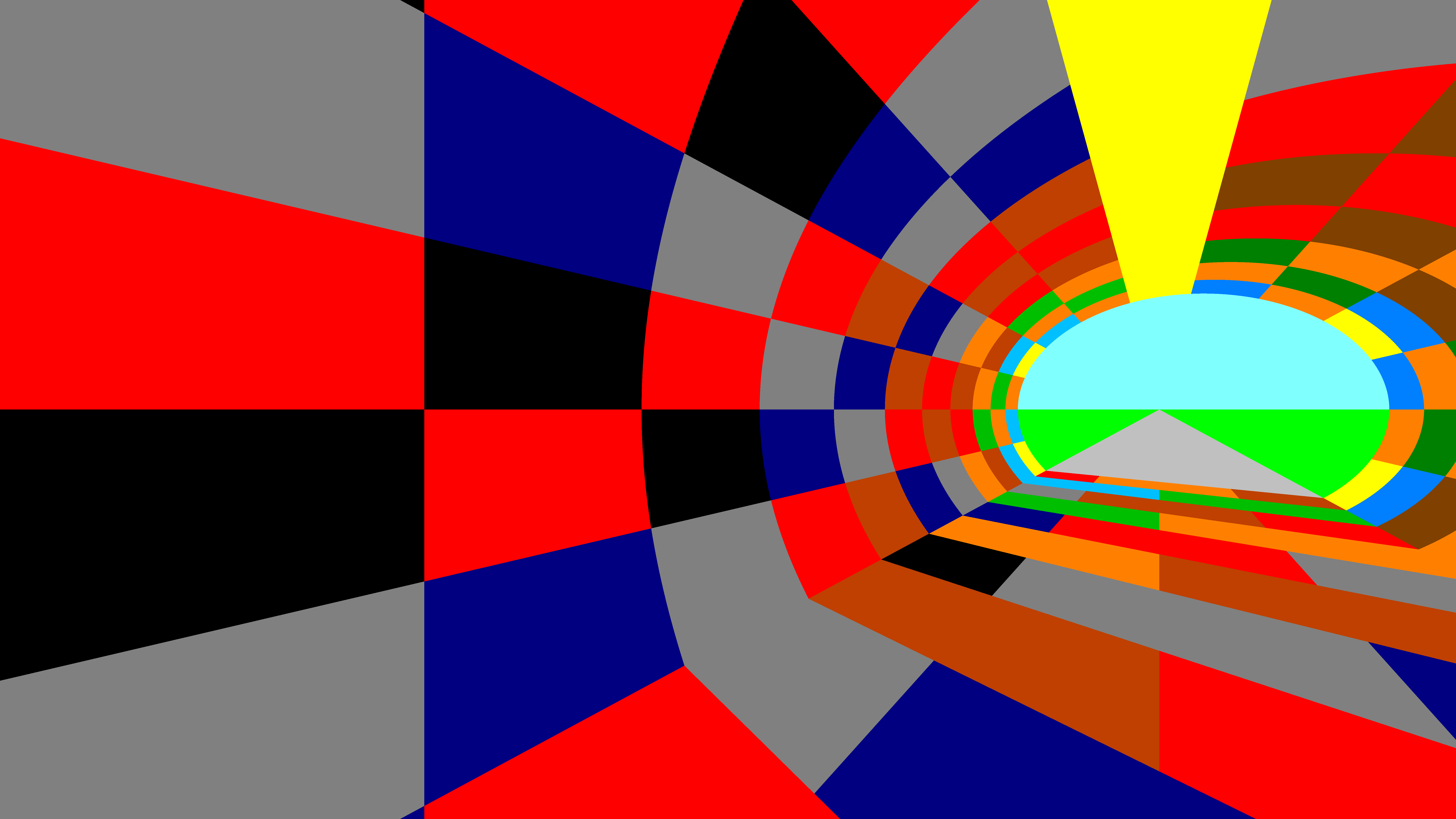
Gnómický, 40° pravý záběr
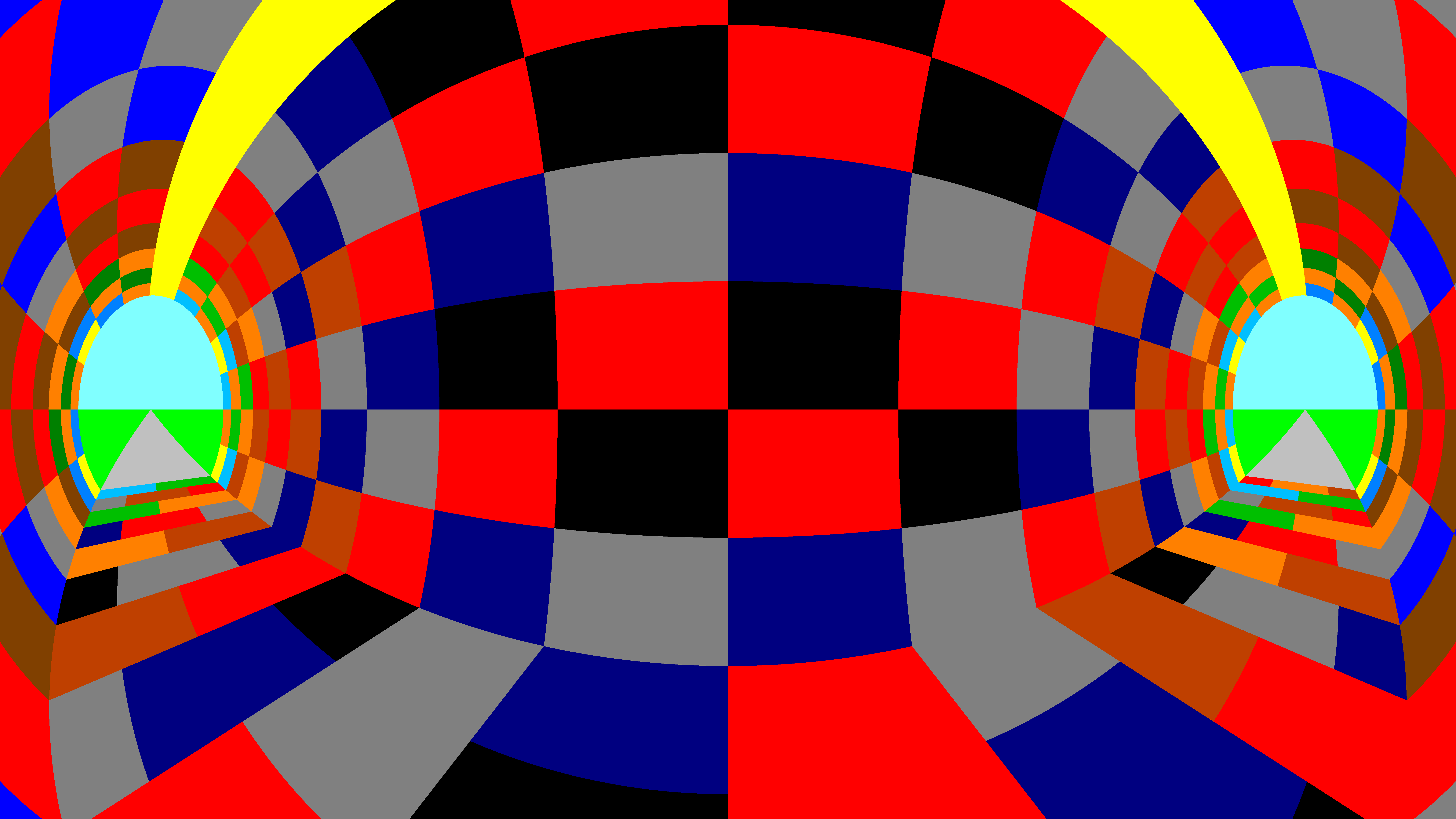
Stejně vzdálený (Linear scaled)
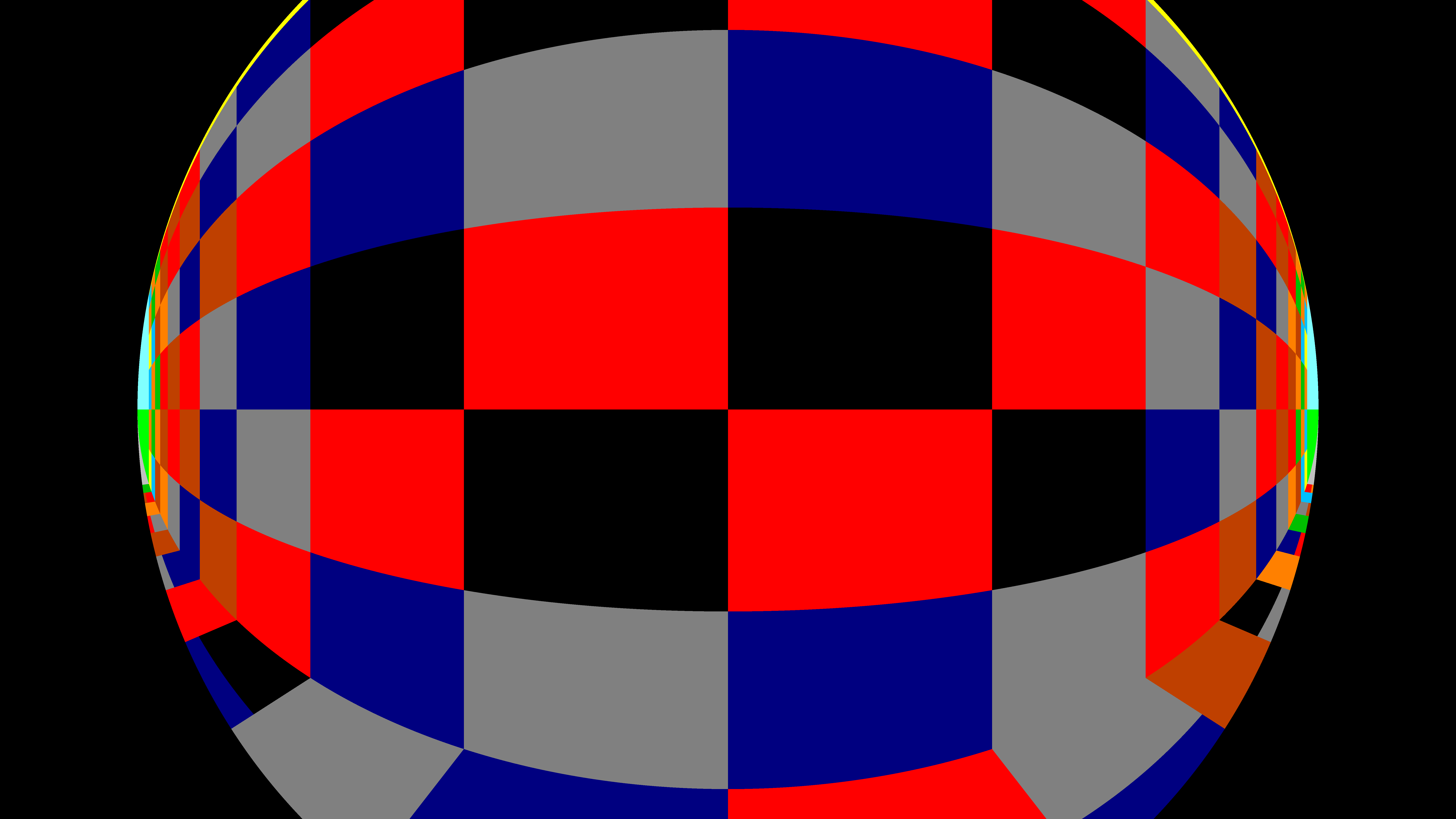
Ortografický
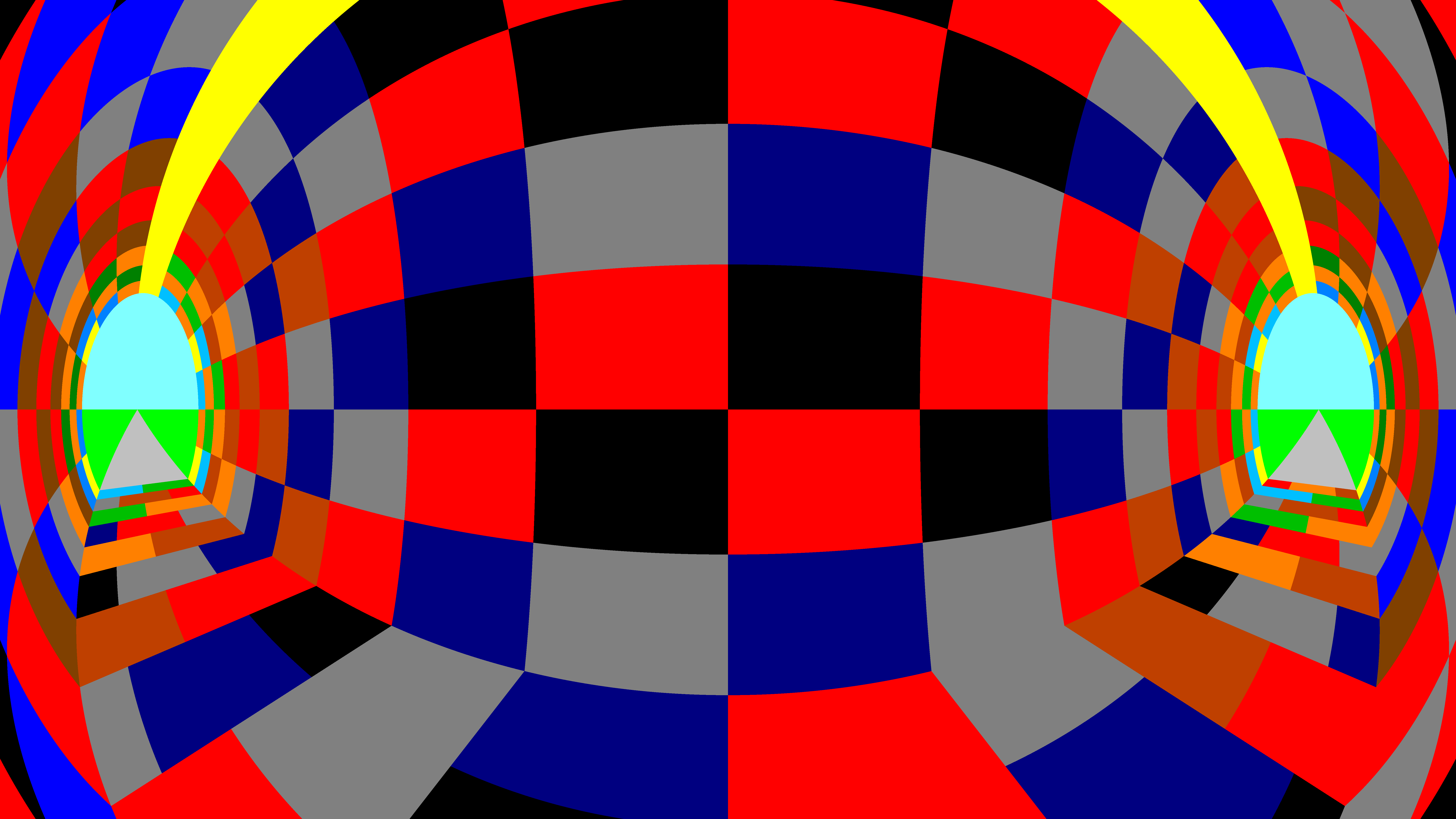
Nezvlněná oblast (equisolid)
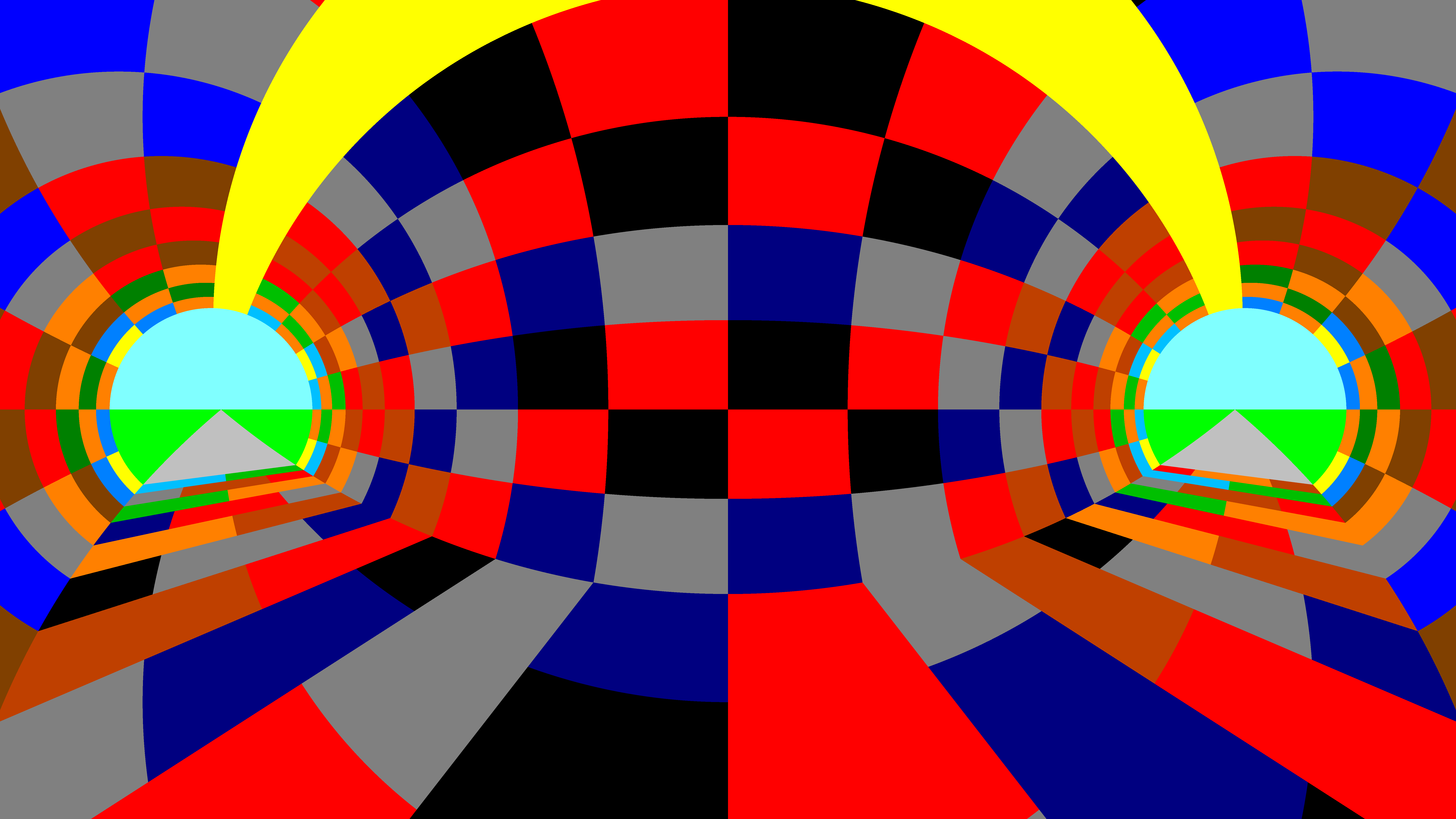
Stereografický (konformní)

## Fotogalerie

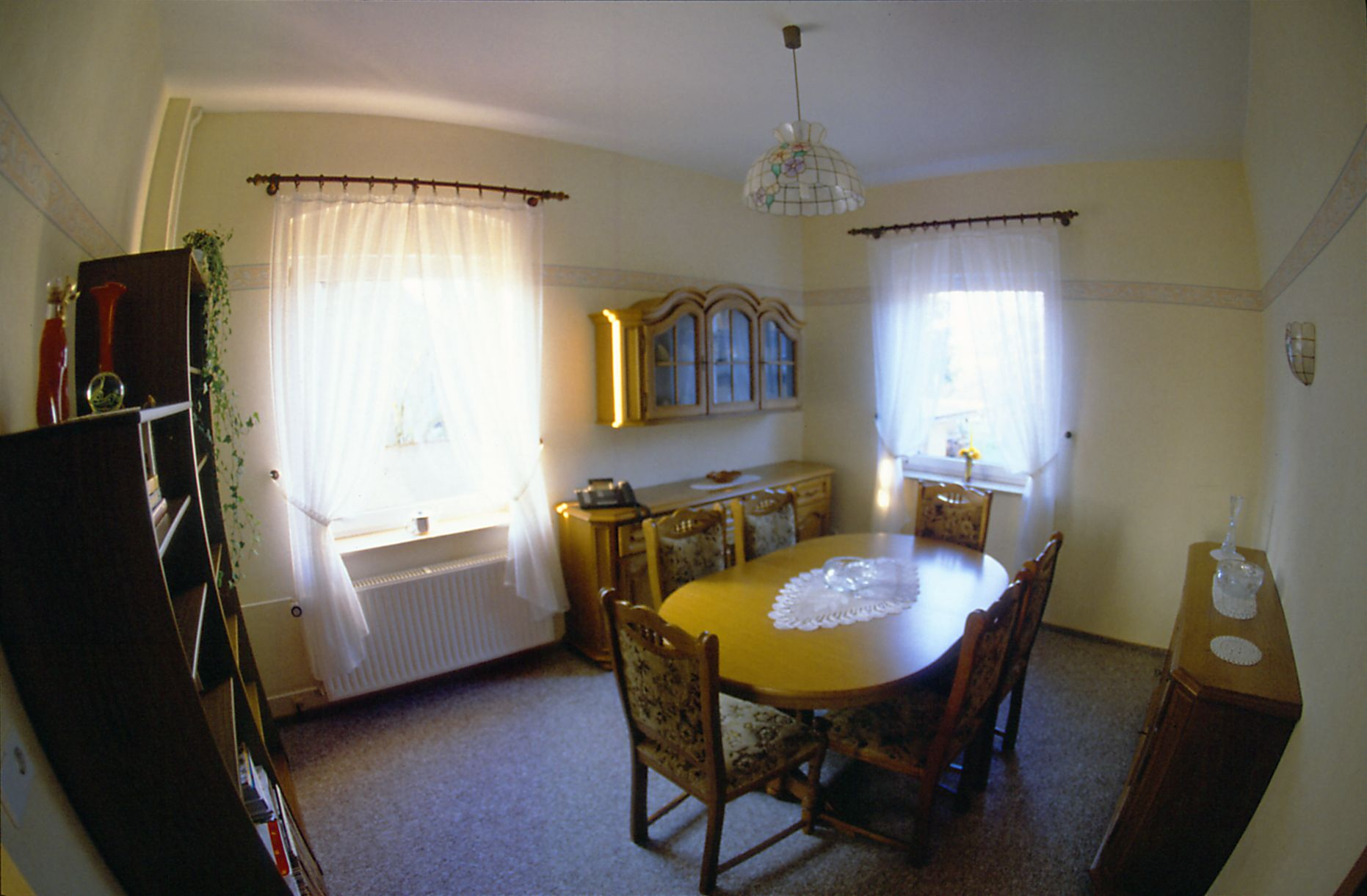
Rybí oko 15 mm (typ equisolid angle), 35mm film
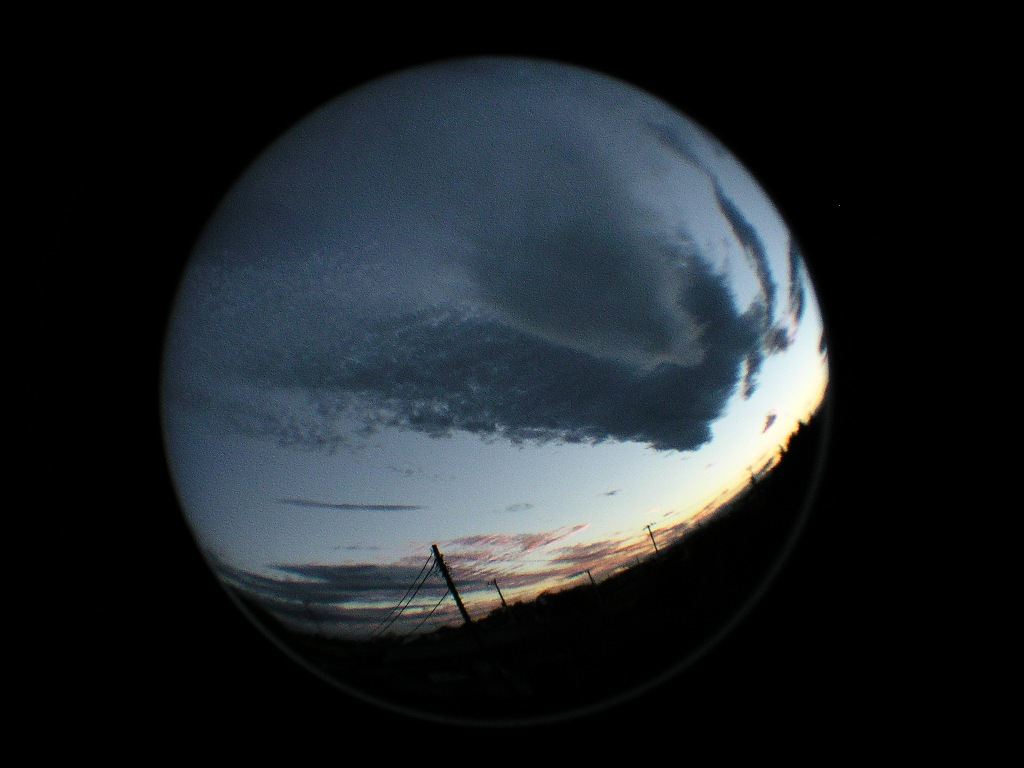
Snímek pořízený s circular fish eye
Zámek Hellbrunn
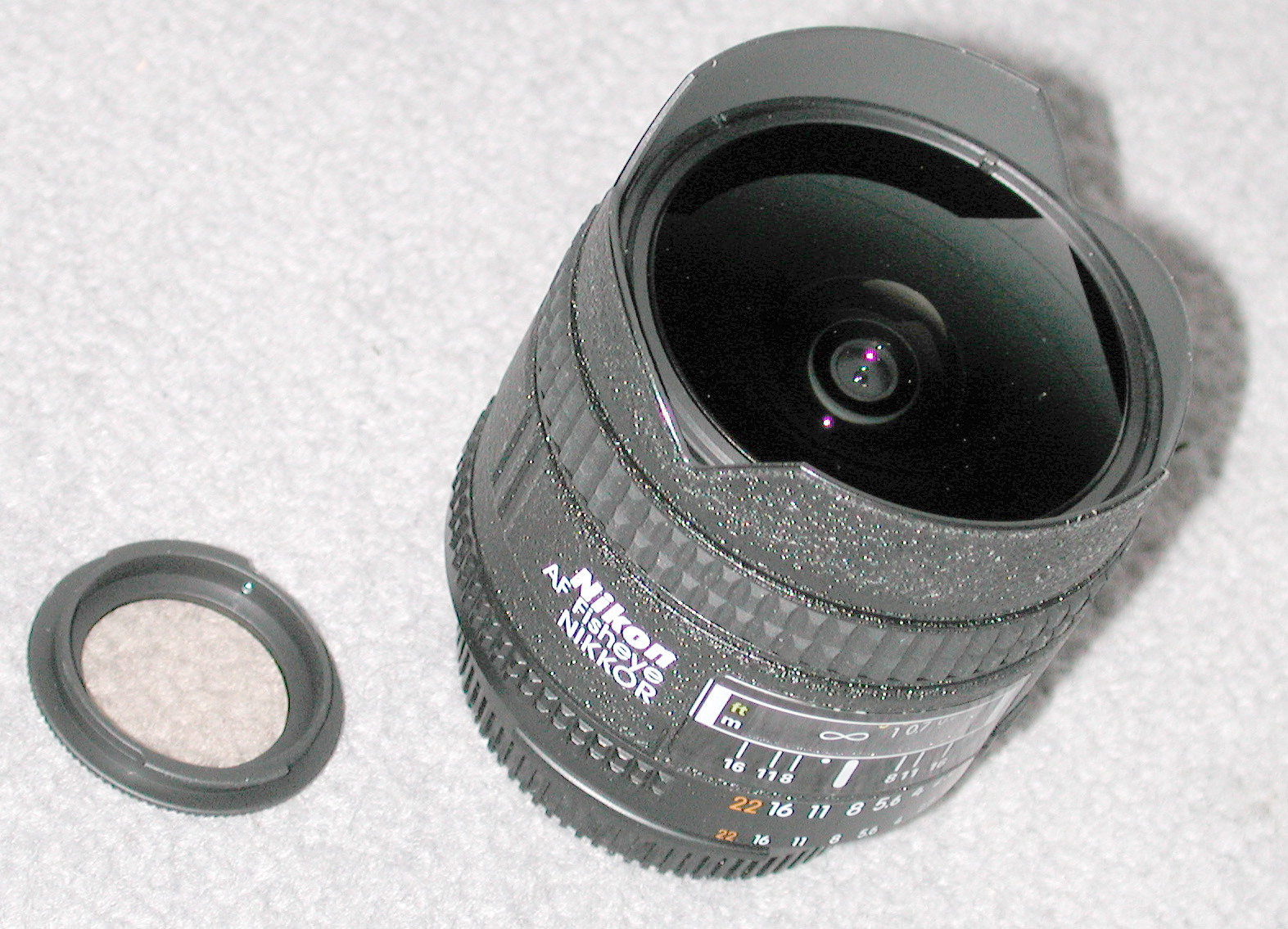
Full frame fisheye objektiv pro 35mm film
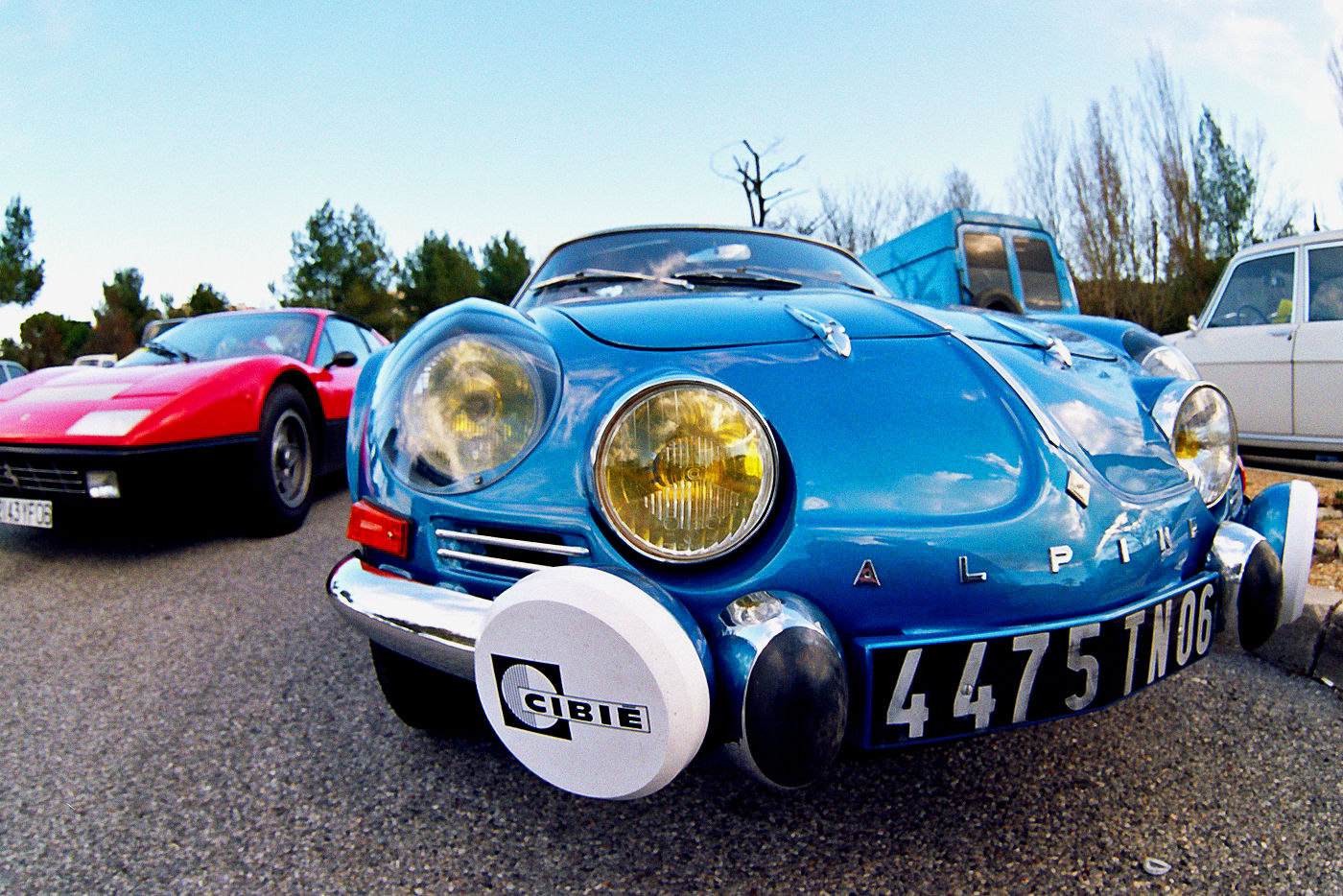
16 mm
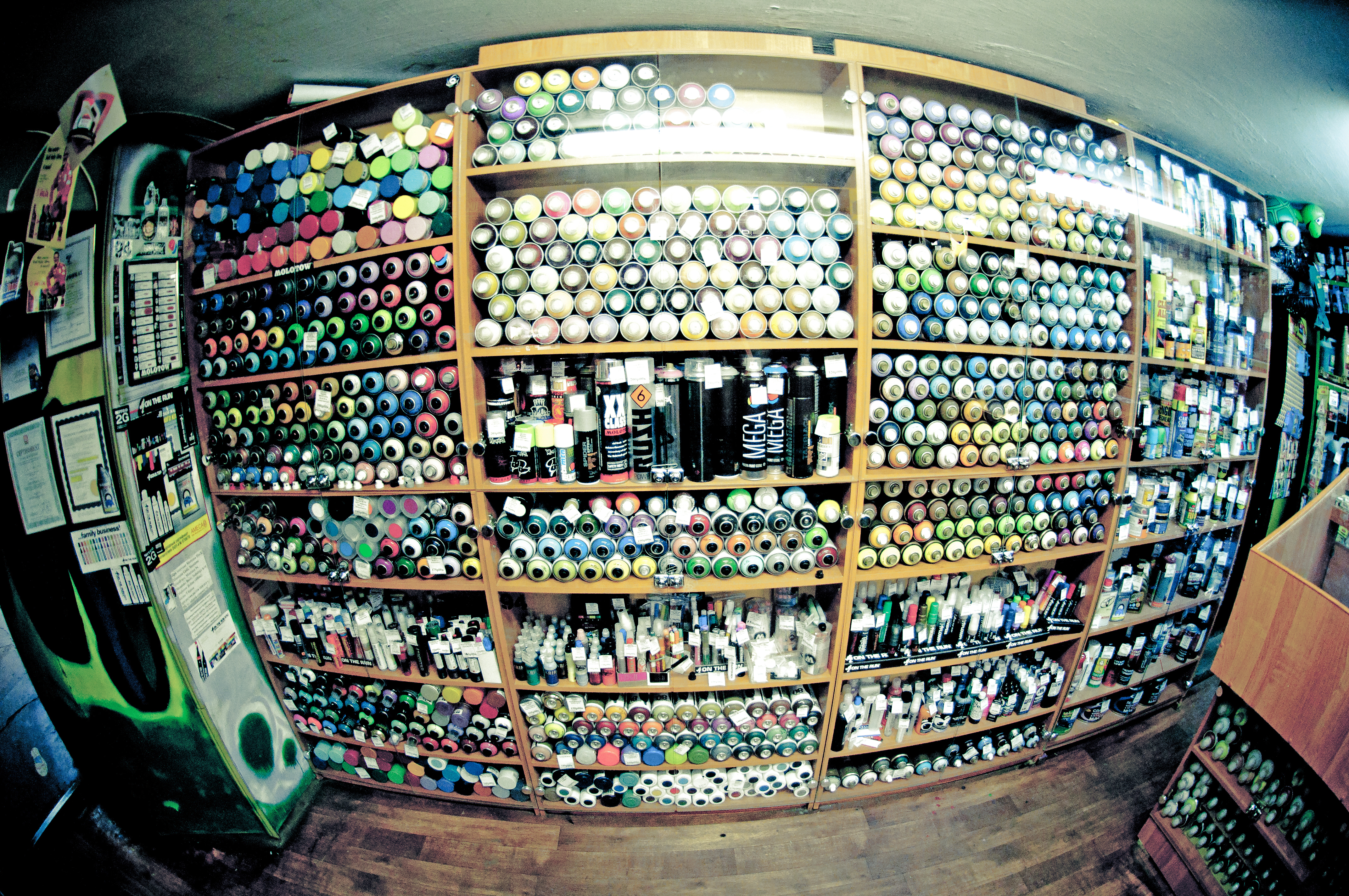
10,5 mm